# 春日井市立高森台中学校
春日井市立高森台中学校（かすがいしりつたかもりだいちゅうがっこう）は、愛知県春日井市にある公立の中学校。

## 校訓
創造 知を練る
信愛 心を磨く
頑健 体をつくる

## 歴史
1978年に春日井市立藤山台中学校より分離し、高森台中学校として開校した。市内では10番目、高蔵寺ニュータウンでは、2番目。そして、開校時に春日井市では初めて、LL教室が設置され、今でも英語教育が盛んに行われている。2007年10月30日・31日には開校30周年を記念して、「開校30周年記念文化祭 高森祭」が開かれた。

## 年表
- 1978年 - 開校

## 校歌
- 作曲：伊藤浩
- 作詞：小櫻秀爾

## 校章
全体を亀甲紋で表現している。亀甲は六角形からくる均整のとれた美しさと、瑞祥的動物を意味する亀との2つの要素を含む「吉相」で神の恵が六方にあまねく広まることを表す。本校に学ぶ生徒の久遠の幸せを象徴的に表現している。
上段の「へ」型は高森山を象徴し、下段の図形はTAKAMORIの「T」をデザインしたもの。図形全体は「緑の大地」「緑の矢」を表し、本校に学ぶ生徒の限りなき向上心と豊かな未来を祈念している。1つ1つの形は「学びの精神」「友情」「自然」を象徴し、愛情豊かな人格形成への期待が込められている。
色はスクールカラーの緑の中に純白の「中」を配し気品を高めた。

## 部活動
- 運動部
  - 野球部(男子)
  - 卓球部
  - サッカー部(男子)
  - 陸上部
  - ソフトテニス部
  - 剣道部
  - バスケットボール部(女子)
- 文化部
  - 吹奏楽部
  - 美術部

- 廃部になった部活
  - バレーボール部(男女)
  - バドミントン部(男女)
  - 英語部
  - 科学部
  - 家庭科部
  - 水泳部
  - 合唱部
  - ソフトボール部(女子)

## 学区
- 春日井市立高森台小学校
- 春日井市立東高森台小学校
- 春日井市立中央台小学校

## 最寄駅・最寄停留所
- JR中央本線 高蔵寺駅
- 名鉄バス（中央台経由高蔵寺駅北口行き / 中央台経由石尾台南行き） 石尾台北
- サンマルシェ循環バス石尾台ルート 高森台中学校